# Schiedea globosa
Schiedea globosa är en nejlikväxtart som beskrevs av Horace Mann. Schiedea globosa ingår i släktet Schiedea och familjen nejlikväxter. Inga underarter finns listade i Catalogue of Life.

## Bildgalleri

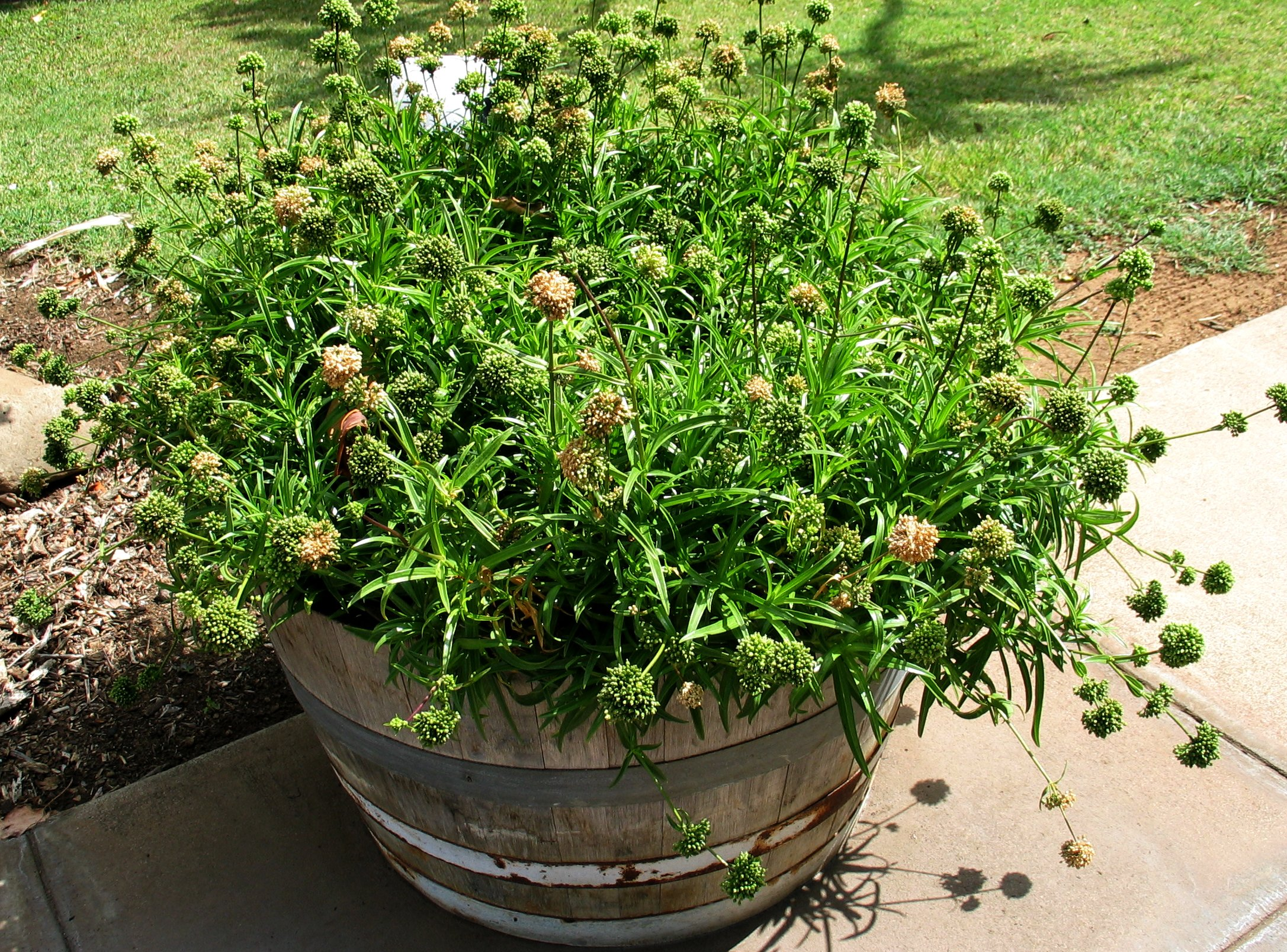
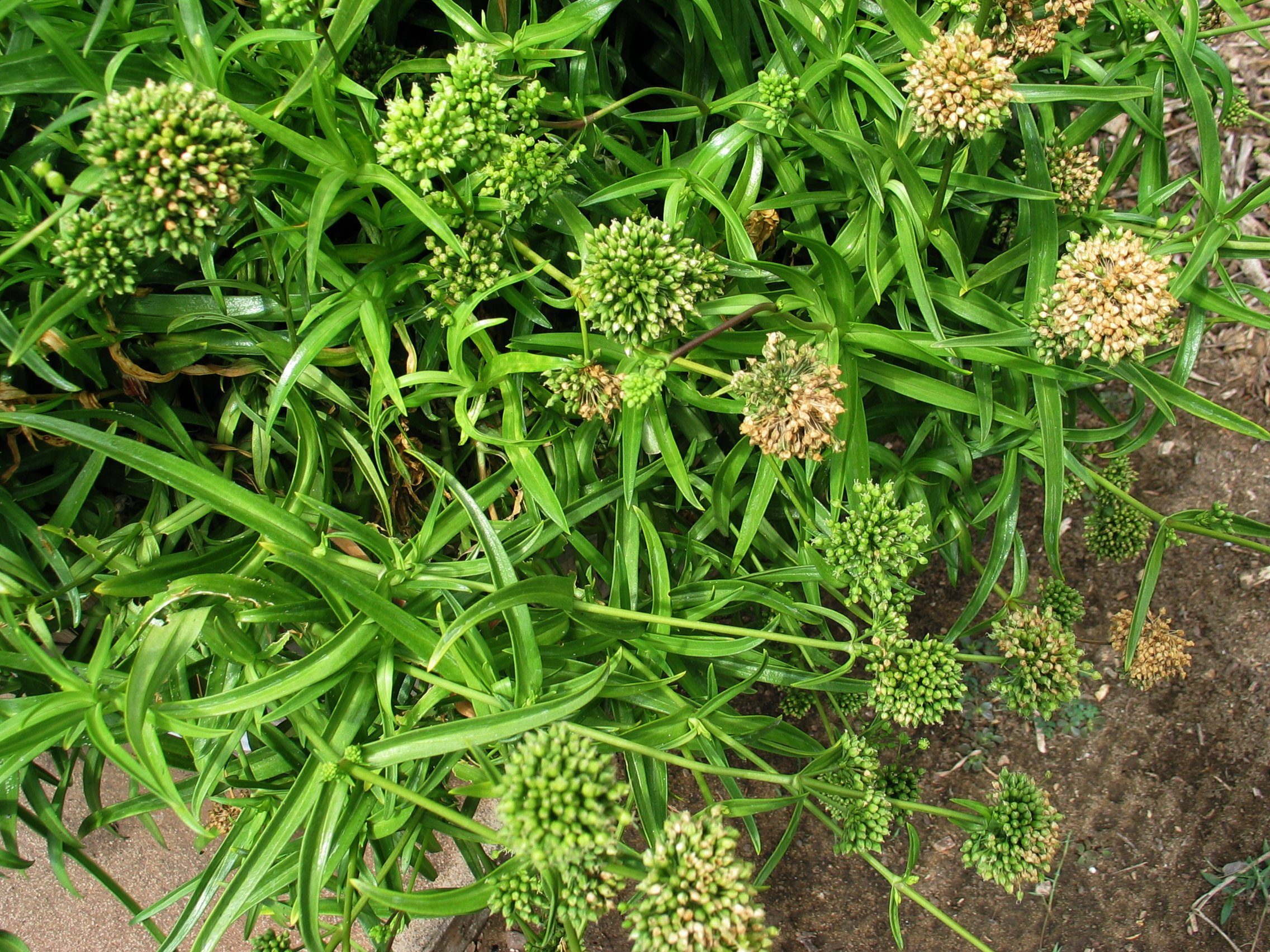
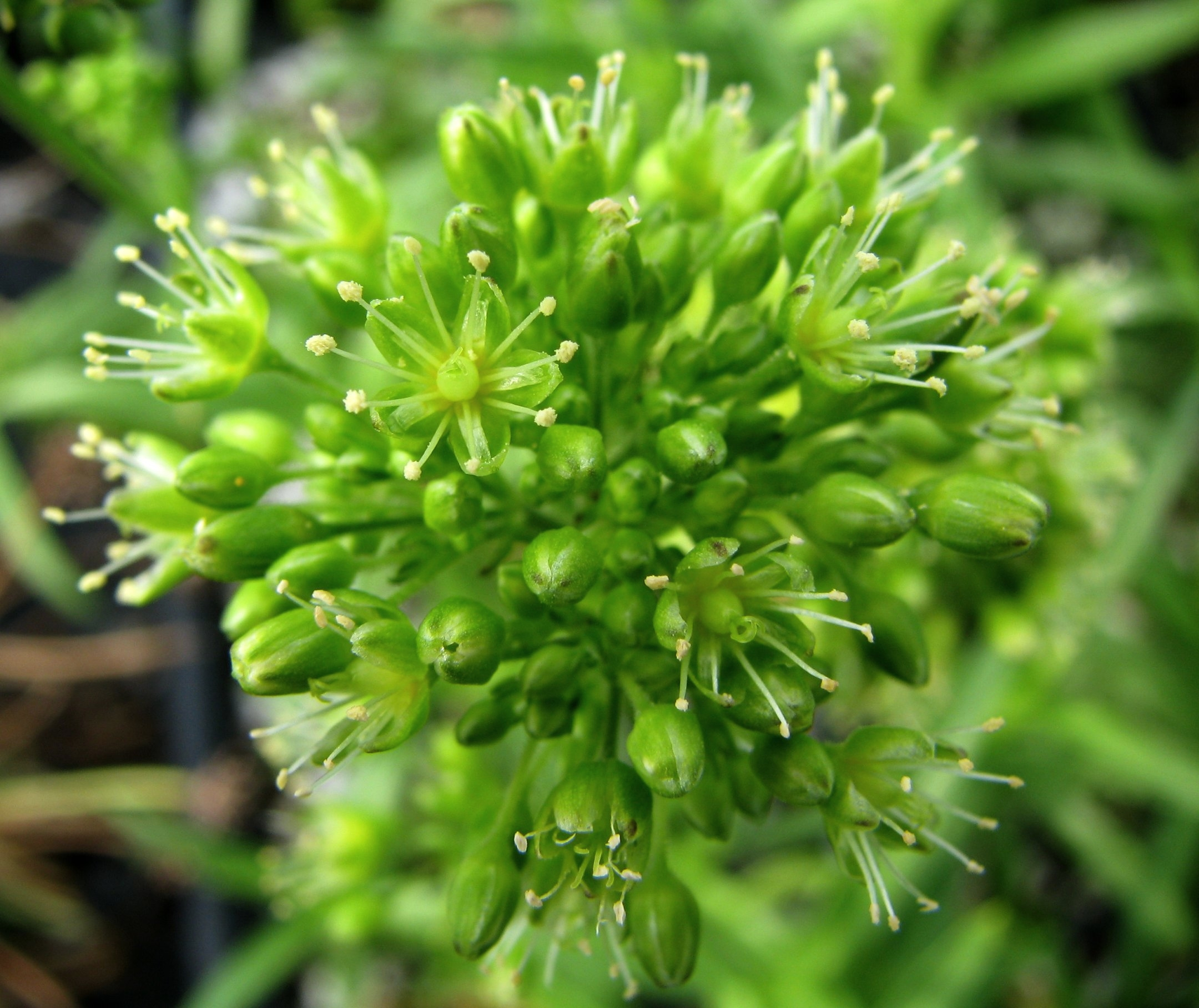
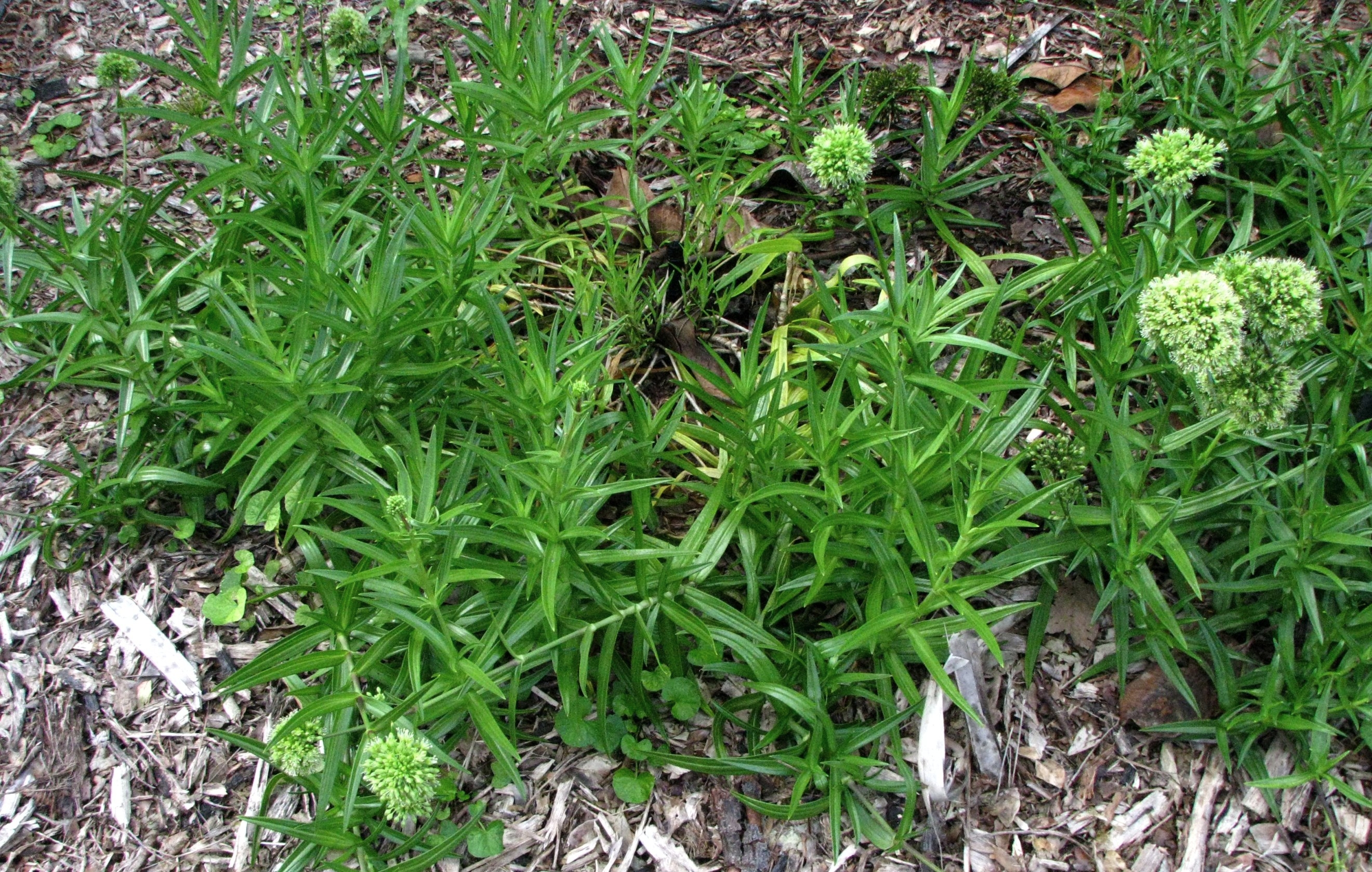
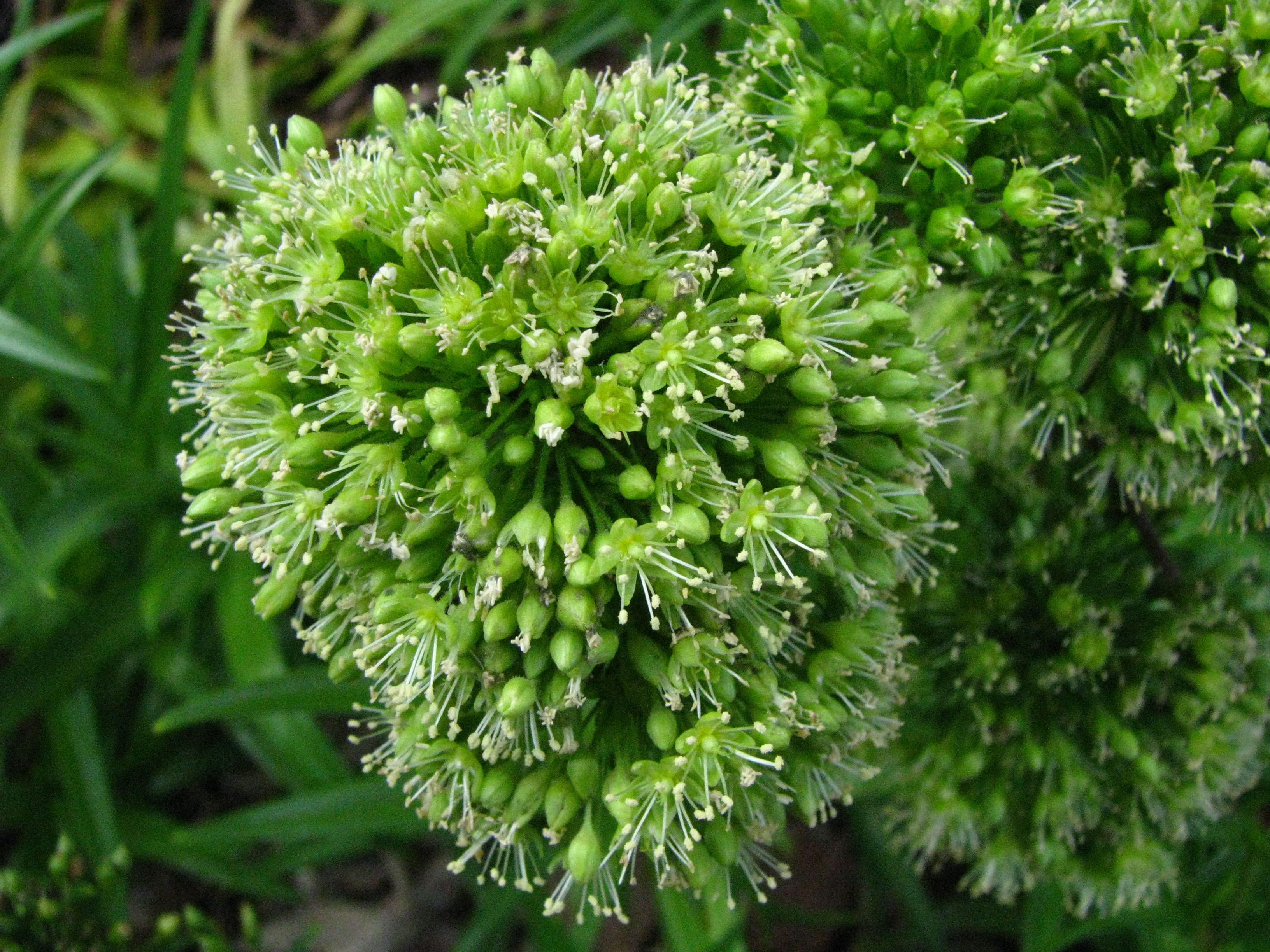
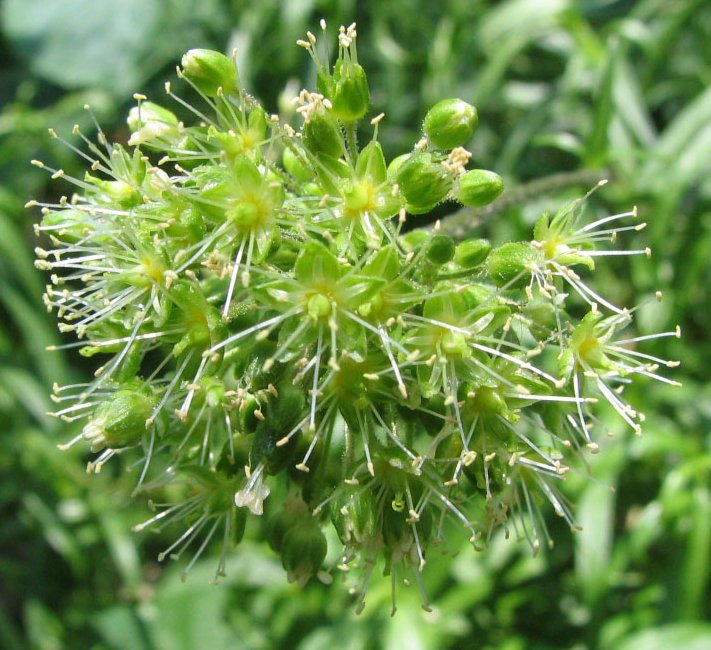